# 18. Kavallerie-Brigade (Deutsches Kaiserreich)
Die 18. Kavallerie-Brigade war ein Großverband der Preußischen Armee.

## Geschichte
Die 18.  Kavallerie-Brigade wurde am 11. Oktober 1866 nach dem Deutschen Krieg in Altona aufgestellt und war bis zum Ausbruch des Ersten Weltkrieges ein Teil der 18. Division, die dem IX. Armee-Korps in Altona  zugeordnet war. Während des Krieges gehörte sie bis zum 12. Dezember 1916 zur 4. Kavallerie-Division, die dem Höheren Kavallerie-Kommando Nr. 2, befehligt von General Georg von der Marwitz, unterstand. Anschließend war sie bis zum 15. Oktober 1918 Teil der 1. Kavallerie-Division  und  dann bis zum Kriegsende dem XXXXI. Reserve-Korps zugeordnet.

### Gliederung
- 1867

Magdeburgisches Dragoner-Regiment Nr. 6
- 1868 bis 1869

Magdeburgisches Dragoner-Regiment Nr. 6
Husaren-Regiment „Kaiser Franz Josef von Österreich, König von Ungarn“ (Schleswig-Holsteinisches) Nr. 16
- 1871 bis 1877

Schleswig-Holsteinisches Dragoner-Regiment Nr. 13, Husaren-Regiment Kaiser Franz Josef von Österreich, König von Ungarn (Schleswig-Holsteinisches) Nr. 16
- 1878 bis 1914

Husaren-Regiment Königin Wilhelmina der Niederlande (Hannoversches) Nr. 15, Husaren-Regiment Kaiser Franz Josef von Österreich, König von Ungarn (Schleswig-Holsteinisches) Nr. 16
- Kriegsgliederung bei Mobilmachung

Wie vor, zusätzlich reitende Abteilung Feldartillerie-Regiment Nr. 3, Garde-Maschinengewehr-Abteilung Nr. 2 und Pionier-Abteilung
- Kriegsgliederung am 4. März 1918

Kürassier-Regiment „Graf Wrangel“ (Ostpreußisches) Nr. 3, Dragoner-Regiment Nr. 1, 1. Radfahr-Kompanie Jäger-Bataillon Nr. 2, 2. Radfahr-Kompanie Jäger-Bataillon Nr. 2, Radfahr-Kompanie 152, Radfahr-Kompanie 153, Radfahr-Kompanie 159, reitende Abteilung Feldartillerie-Regiment Nr. 1, reitende Abteilung Feldartillerie-Regiment Nr. 35, Kavallerie-Pionier-Abteilung 1

### Deutsch-Französischer Krieg 1870/1871
Die Brigade wurde im Feldzug gegen Frankreich unter dem Kommando des Generals Emil Julius von Tresckow in den Schlachten bei Weißenburg, Wörth und Sedan eingesetzt.

### Erster Weltkrieg
Die Brigade wurde zunächst im Verband der 4. Kavallerie-Division an der West- und ab Mitte November 1914 an der Ostfront eingesetzt, wo sie von Dezember 1916 im Verband der 1. Kavallerie-Division bis zum Kriegsende kämpfte.

### Brigadekommandeure
| Name                                 | Datum                                   |
| ------------------------------------ | --------------------------------------- |
| Thilo von Trotha                     | 11. Oktober 1866 bis 17. November 1868  |
| Emil Julius von Tresckow             | 18. November 1868 bis 11. April 1873    |
| Otto von Lüderitz                    | 12. April 1873 bis 10. Dezember 1879    |
| Karl von Unger                       | 11. Dezember 1879 bis 24. Februar 1881  |
| Richard von Gottberg                 | 25. Februar 1881 bis 15. September 1885 |
| Ferdinand von Dörnberg               | 16. September 1885 bis 16. April 1888   |
| Fedor von Bercken                    | 17. April 1888 bis 15. Mai 1891         |
| Heinrich von Bothe                   | 16. Mai 1891 bis 12. Mai 1895           |
| August von Neukirchen gen. Nyvenheim | 13. Mai 1895 bis 19. Mai 1896           |
| Alfred von Senden-Bibran             |                                         |
| Bernhard von der Schulenburg         | 8. Mai 1897 bis 7. Oktober 1898         |
| Robert Freiherr von Stosch           | 8. Oktober 1898 bis 15. Juni 1901       |
| Wilhelm Roeder von Diersburg         | 16. Juni 1901 bis 25. März 1902         |
| Florentin von Schmidt-Pauli          | 26. März 1902 bis 9. April 1906         |
| Ludwig Rocholl                       | 10. April 1906 bis 1. Mai 1908          |
| Eberhard Anton von Krosigk           | 2. Masi 1908 bis 15. Juni 1910          |
| Ernst von Heydebreck                 | 16. Juni 1910 bis 25. Februar 1914      |
| Walther von Printz                   | 26. Februar 1914 bis 25. Dezember 1914  |
| Adolf von Norman-Loshausen           | 26. Dezember 1914 bis 21. März 1915     |
| Heinrich von Bodelschwingh           | 22. März 1915 bis 10. Juni 1918         |
| Franz Hotop                          | 11. Juni 1918 bis Kriegsende            |